# دائرة البيض
دائرة البيض  إحدى دوائر ولاية البيض عاصمتها البيض.